# Croton multiramineus
Espèce
Classification APG III (2009)
Croton multiramineus est une espèce de plantes à fleurs du genre Croton et de la famille des Euphorbiaceae présente en Argentine (Corrientes).